# 徐文礼
徐文礼（1920年—1977年），男，云南宣威人，中华人民共和国军事人物，中国人民解放军少将，曾任武汉军区副参谋长，第三届全国人大代表。